# Изенгеймский алтарь

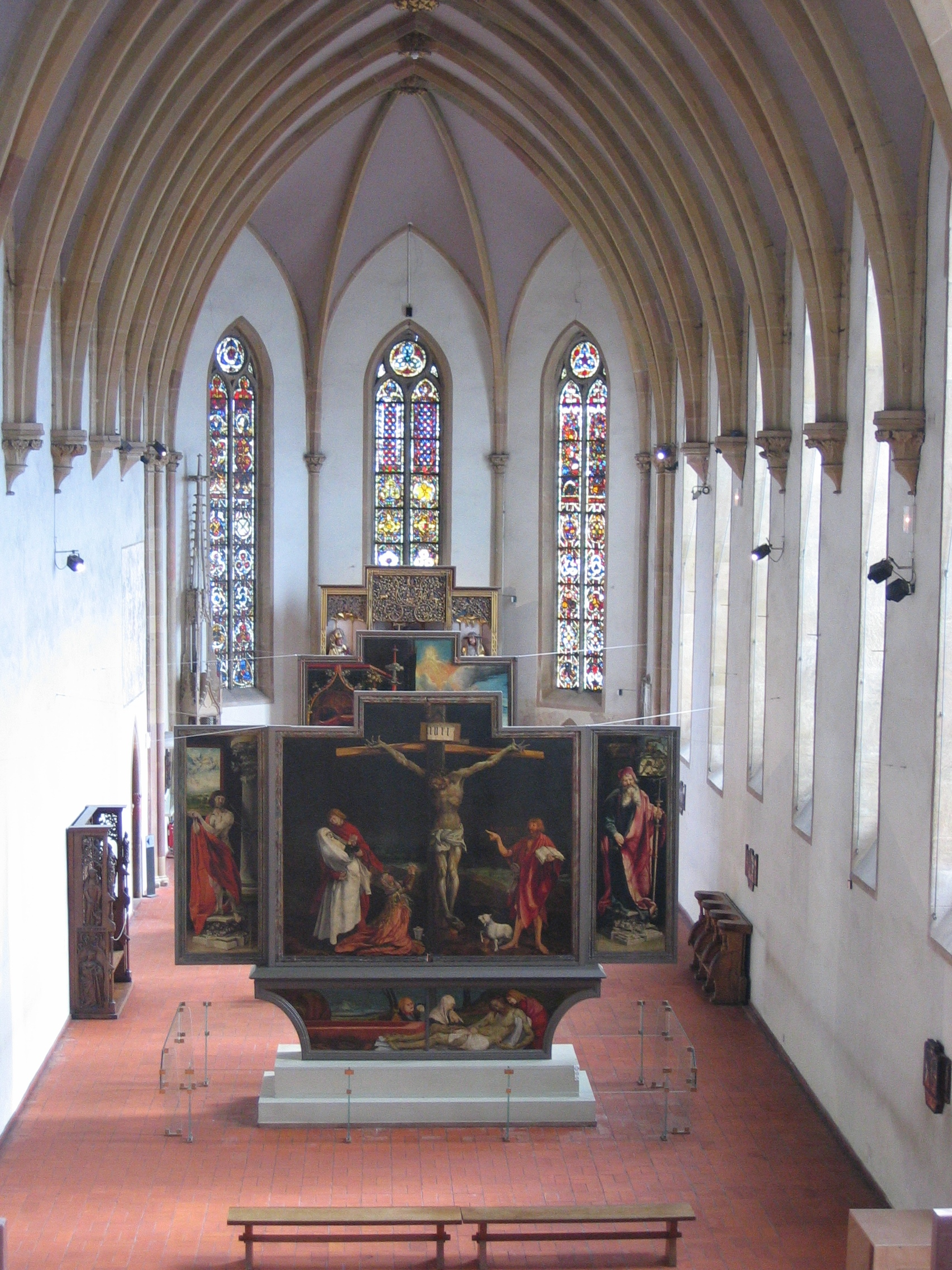
Изенгеймский алтарь в раскрытом виде. Музей Унтерлинден, Кольмар

Изенгеймский алтарь, Иссенхаймский алтарь (нем. Isenheimer Altar, (фр. Le retable d’Issenheim, ou d’Isenheim — главное и самое знаменитое произведение немецкого художника эпохи Северного Возрождения Маттиаса Грюневальда (Матиса Готхарта Нитхарта) из Ашаффенбурга (Бавария) и шедевр немецкой живописи. В настоящее время хранится в музее Унтерлинден на территории бывшего доминиканского монастыря в эльзасском городе Кольмаре во Франции.
Алтарь был заказан Грюневальду орденом антониан (Госпитального братства Святого Антония) для монастыря в Изенгейме (Иссенхайме) — местечке, расположенном в Эльзасе в 22 км от Кольмара (с 1918 года территория Франции), и стал его главной ценностью. Точная дата создания алтаря неизвестна, Маттиас Грюневальд написал его предположительно в период с 1512 по 1516 год. Скульптуры и резные работы по дереву были выполнены ранее искусным эльзасским мастером Никласом из Хагенау.
Изенгеймский алтарь представляет собой раскладной полиптих, или створчатый алтарь, и состоит из основной неподвижной части — центрального короба и двух пар боковых раскрывающихся живописных створок, образующих три пространственных плана (конфигурации) алтаря. В центре первого структурного плана (при первом развороте створок) изображена сцена Распятия Христа.
Этот монументальный полиптих ныне находится в Кольмаре, в Эльзасе, на северо-востоке Франции, в музее Унтерлинден, центральным экспонатом которого он является и который обязан ему своей международной известностью.
Алтарь установлен в переоборудованной апсиде бывшей капеллы церкви, обеспечивающей круговой обзор этого удивительного произведения. При создании экспозиции сотрудникам музея пришлось отказаться от соединения подвижных створок алтаря в прежнем порядке в пользу раздельного показа: одиннадцать расписных панелей и резных фигур, выставлены тремя группами, каждая на своём основании так, чтобы можно было представить все структурные планы алтаря одновременно, но рассматривать их последовательно друг за другом.

## История создания алтаря

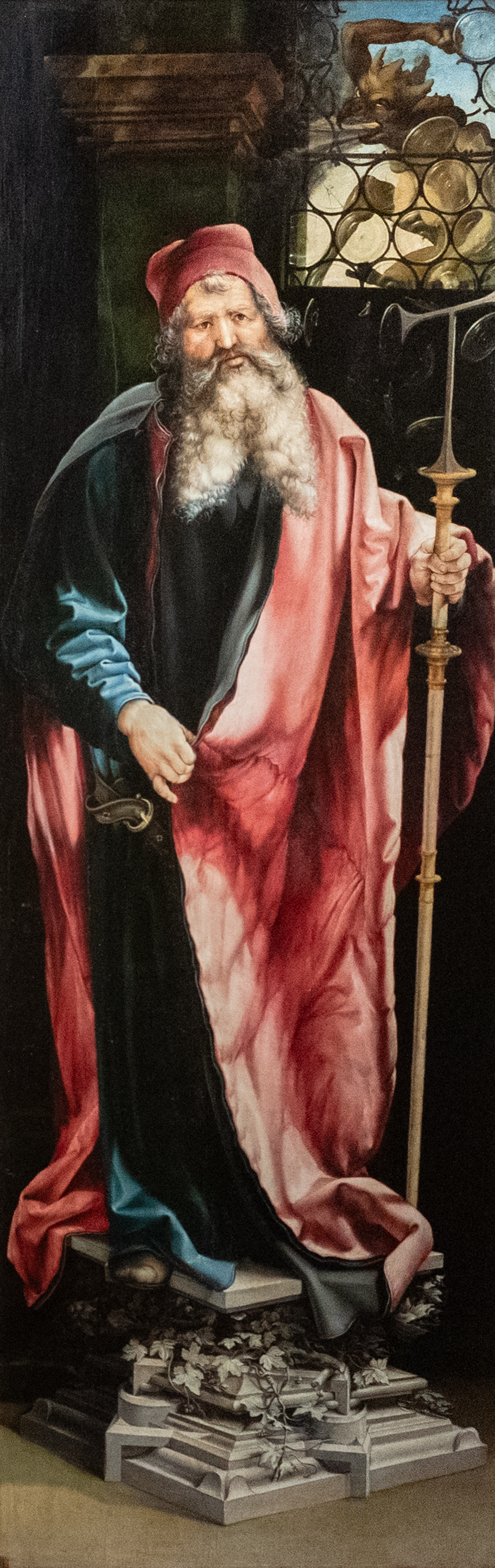
Святой Антоний Великий, покровитель ордена антонинов. Створка первого разворота алтаря

### Орден антонинов
Монашеский орден святого Антония Великого монастыря антонинов Изенхайма (couvent des Antonins à Issenheim) был основан приблизительно в 1070 году и являлся нищенствующим орденом, монахи которого занимались лечением и уходом за больными. Орден антонинов формировался постепенно в течение XII—XIII веков вокруг мощей святого Антония, привезённых около 1070 года из Константинополя в Сен-Антуан-ан-Вьеннуа, небольшое селение между Валансом и Греноблем. Светское братство мужчин и женщин было впервые основано около 1095 года для лечения паломников, которые стекались в больших количествах, чтобы поклониться мощам. Репутация этого сообщества как эффективного медицинского учреждения привлекала всё больше и больше людей: за столетие оно содержало около сотни больниц вплоть до Испании, Германии и Италии.
Монахи-антониане славились своим опытом в излечении больных во время частых в то время эпидемий эрготизма, вызываемого спорыньей. Отравление этим грибком, поражавшим злаковые, в особенности рожь, вызывало жгучую боль, которую называли «святым», или «антониевым огнём». Орден заботился о больных антониевым огнём, чтобы заслужить защиту у святого Антония. Во время эпидемий чёрной смерти антонины принимали на излечение и больных чумой в надежде на поддержку святого Антония. Средневековые летописцы оставили описания «злого огня», который начинался с головных болей, головокружения, галлюцинаций и тремора и перерастал в мучительную боль в конечностях. На конечностях, лице и половых органах появлялась сухая гангрена. «Антониев огонь» поглощал тела после мучительного жжения. Гангрена конечностей могла убить больного или уничтожать конечности до тех пор, пока они не отваливались сами по себе в суставах. Эти симптомы были связаны с психологическими расстройствами в виде галлюцинаций, бреда и крайнего возбуждения.
Изенгеймский монастырь антонинов находился на «Пути Святого Иакова», древней римской дороге соединявшей земли Майна с Базелем, по которой паломники направлялись в Сантьяго-де-Компостела (Испания) и в Рим. Изенгеймский алтарь предназначался для монастырской больничной капеллы. Лечение больных в монастыре начиналось у алтаря: либо святой Антоний совершит чудо и поможет больному, либо алтарь послужит духовным утешением несчастному. В Средние века медитативные картины, к которым относится и Изенгеймский алтарь, считались «квази-медициной» («quasi medicina»), люди верили в их лечебные свойства: идентифицируя себя с образами на картине, больной наполнялся духовной силой, помогавшей ему справиться с телесными страданиями.

### Алтарь Орлиако
В Изенгеймском монастыре уже имелся створчатый алтарь под названием «Алтарь Орлиако». В закрытом виде на двух его внешних створках была изображена сцена Благовещения: на левой створке — ангел, на правой — Дева Мария. На внутренних створках были изображены сцена поклонения Младенцу с одной стороны, Святой Антоний и настоятель Изенгеймского монастыря Иоанн (Жан) Орлиако (Jean d’Orliaco), — с другой. По заказу настоятеля четыре фигуры на внутренних створках алтаря были выполнены в 1475 году художником Мартином Шонгауэром. В центре алтаря располагалась скульптура из дерева Девы Марии (ныне в Лувре). Однако уже к 1485 году настоятель Орлиако заказал у резчика Николаса Хагенауэра новые деревянные скульптуры. Немецкий историк искусства Цирманн предположил, что к этому времени алтарь Орлиако считался устаревшим. Когда и почему именно Грюневальду была поручена роспись алтаря для этого вогезского монастыря, осталось неизвестным.
До 1793 года алтарь находился в церкви Изенгейма. В беспокойные времена Французской революции по приказу комиссаров Французской республики картины и скульптуры были перевезены на хранение в районный город Кольмар. Резные деревянные детали остались в Изенгейме и в 1860 году отмечены как утраченные. Три разворота алтаря демонстрируются в настоящее время в Кольмаре раздельно.

## Композиция алтаря

Композиция алтаря

Композиция алтаря следует структуре полиптихов, сложившихся в искусстве католических регионов Центральной и Северной Европы периода Северного Возрождения. Последовательно раскрывая створки алтаря, можно иллюстрировать различные литургические периоды во время богослужений и во время проведения служб, соответствующих определённым праздникам. Такой алтарь рассчитан на три презентации: первые две (алтарь в закрытом виде и первое открытие) предлагают образ Спасения, возможного через Воплощение, Жертву и Воскресение Христа.
В течение литургического года створки алтаря открывались по определённым датам, раскрывая картины, соответствующие религиозному событию. В раскрытом положении алтарь называют «праздничным». У Изенгеймского алтаря имеются три варианта раскрытия, у большинства створчатых алтарей их только два. Основу алтаря составляет деревянный короб. Венчает алтарь филигранная позолоченная ажурная резьба. Закрытый алтарь, который был виден большую часть года, изображает Распятие, рассматриваемое как единая, не разделённая на части сцена. Пределла первого плана представляет Оплакивание Христа, а боковые створки представляют Святого Себастьяна слева и Святого Антония с «египетским крестом» справа.
Первое открытие, предназначенное для главных праздников (Рождество, Крещение, Пасха, Вознесение, Сошествие Святого Духа, Троица, Праздник тела и крови Христовой, Марианский цикл), показывает развёртывание плана Спасения через Благовещение, Воплощение и Воскресение.
Второй план алтаря, включающий живопись и резную скульптуру, отражает учение антонианов: в центре короба изображён Святой Антоний в окружении Святого Августина (антонианы следовали правилу Августина) и Святого Иеронима, автора «Жития Святого Павла». На левой панели показан эпизод посещения Иеронима святым Антонием. В пределле Христос появляется в окружении двенадцати апостолов. Таким образом, эта конфигурация свидетельствует о желании иметь два алтаря в одном, чтобы удовлетворить конкретные потребности монастырской общины.
В Изенгеймском алтаре чувствуется влияние на художника трудов монахини Хильдегарды Бингенской. Известно, что Штуппахскую Мадонну Грюневальд писал под впечатлением описаний видений Святой Бригитты Шведской. Одним из иконографических источников Изенгеймского алтаря также считаются «Откровения» Святой Бригитты, изданные на немецком языке в 1502 году в Нюрнберге. В этой книге монахиня рассказывает, как она беседует с Христом, и страдания Спасителя «воспринимаются ею как свои собственные» «.

### Первый план

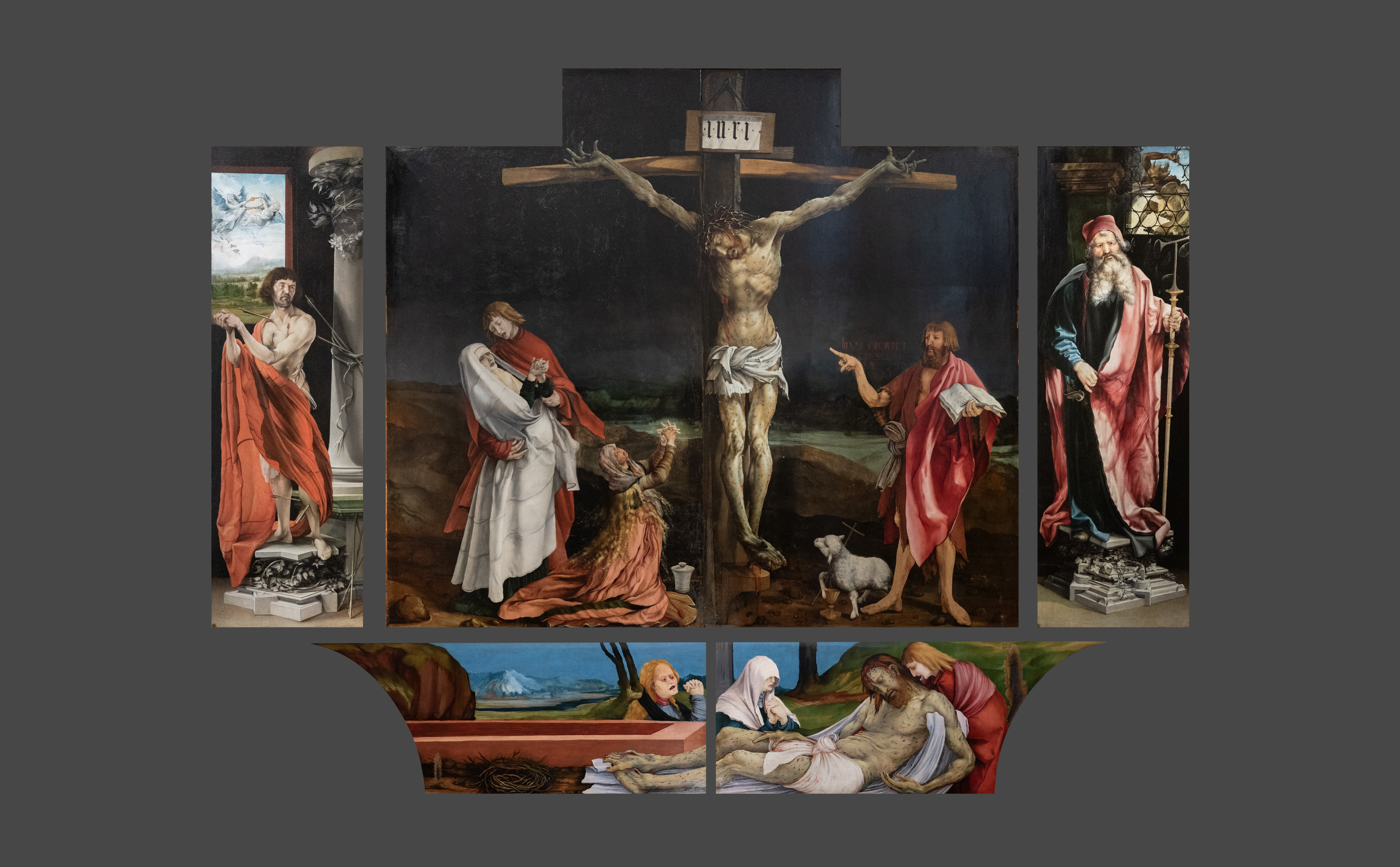
Первый план

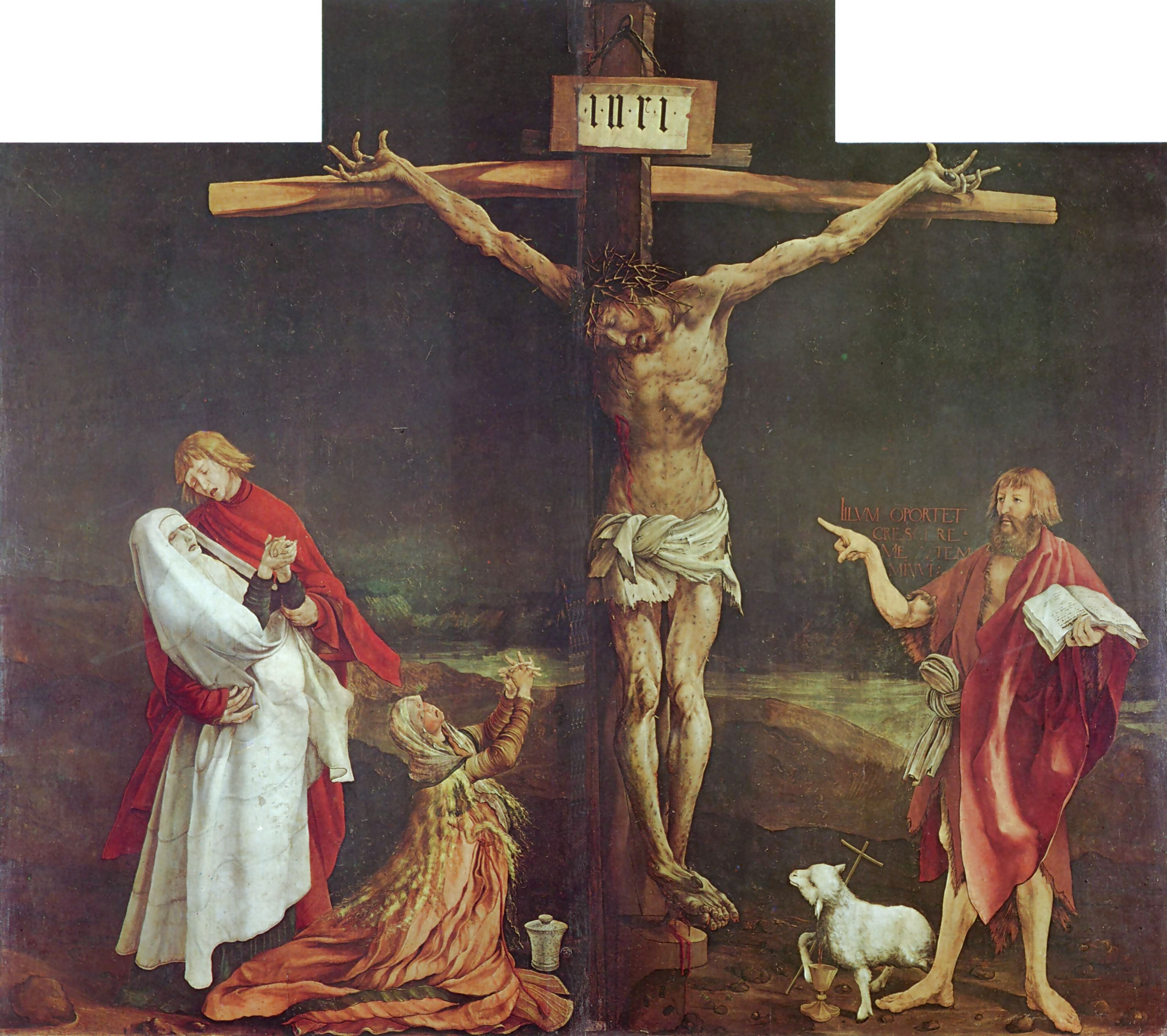
Распятие

В адвент и пост алтарь находился в закрытом состоянии. Перед взглядом молящихся в эти дни представала трагическая сцена Распятия Христа с образами святых Антония и Себастьяна на боковых створках и пределла с изображением сцены Оплакивания Христа.

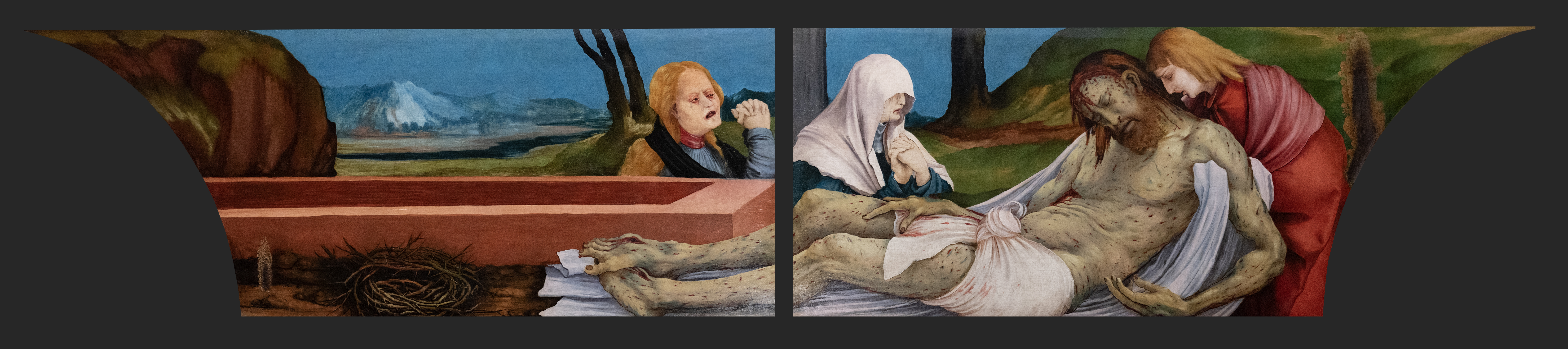
Оплакивание Христа. Пределла

Картина „Распятие Христа“ Изенгеймского алтаря высотой 269 см и шириной 307 см является самым крупным произведением на этот сюжет в истории европейской живописи. Слегка смещённый от центра вправо, на ней доминирует крест. Характерно, что художник интуитивно но верно, сдвинул изображение распятого Тела Христа несколько вправо (в направление правой, „сильной доли“ изобразительной поверхности) дабы избежать прохождения вертикального шва между створками закрытого алтаря через тело Спасителя. Одинокая фигура Иоанна Крестителя (справа от зрителя, в „сильной доле“) оказалась способной зрительно уравновесить три фигуры (Девы Марии, упавшей в обморок, рыдающей Марии Магдалины и апостола Иоанна) в левой, „слабой“ части композиции (но по правую сторону от Христа, согласно иконографическому канону).

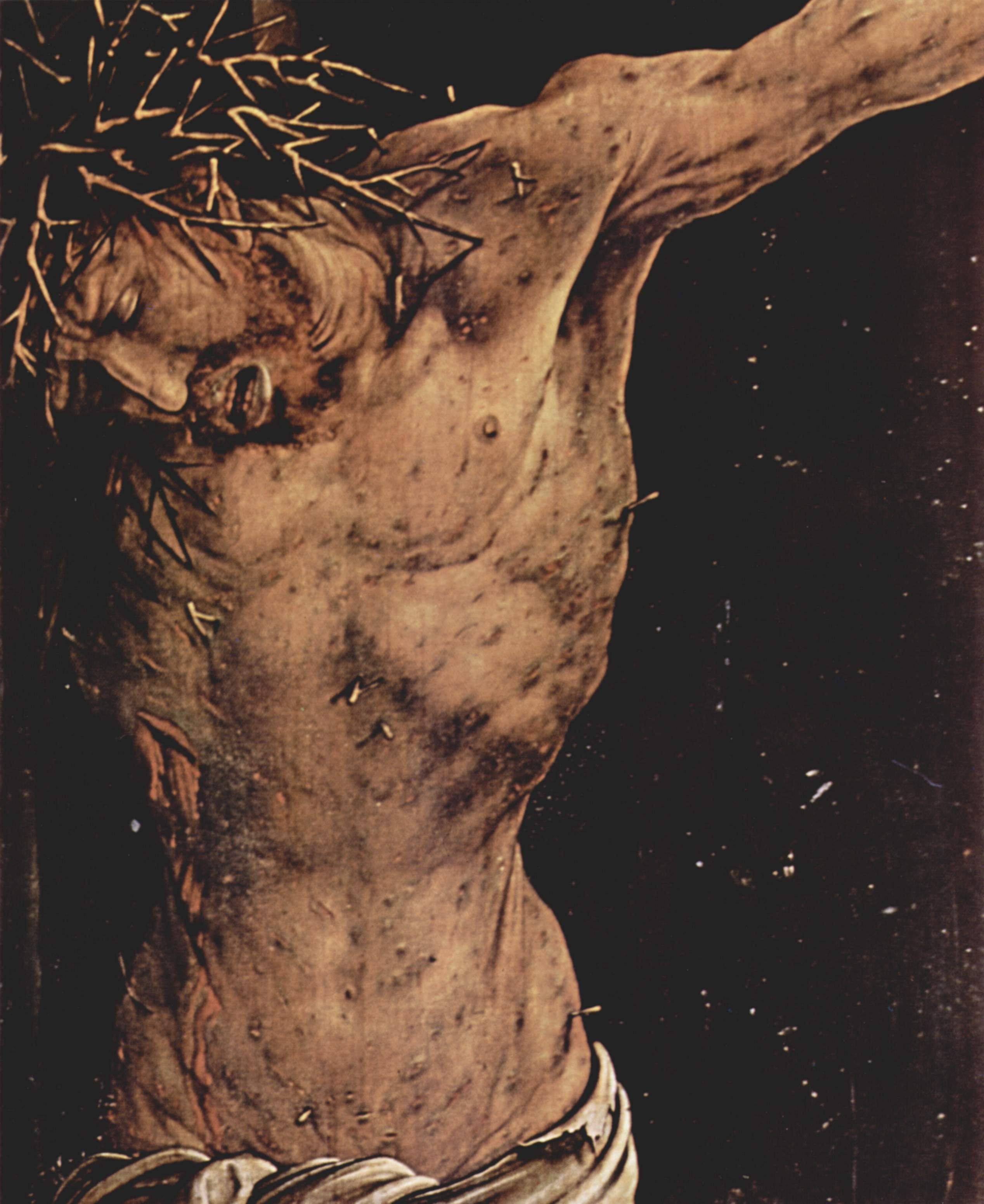
Распятие. Деталь

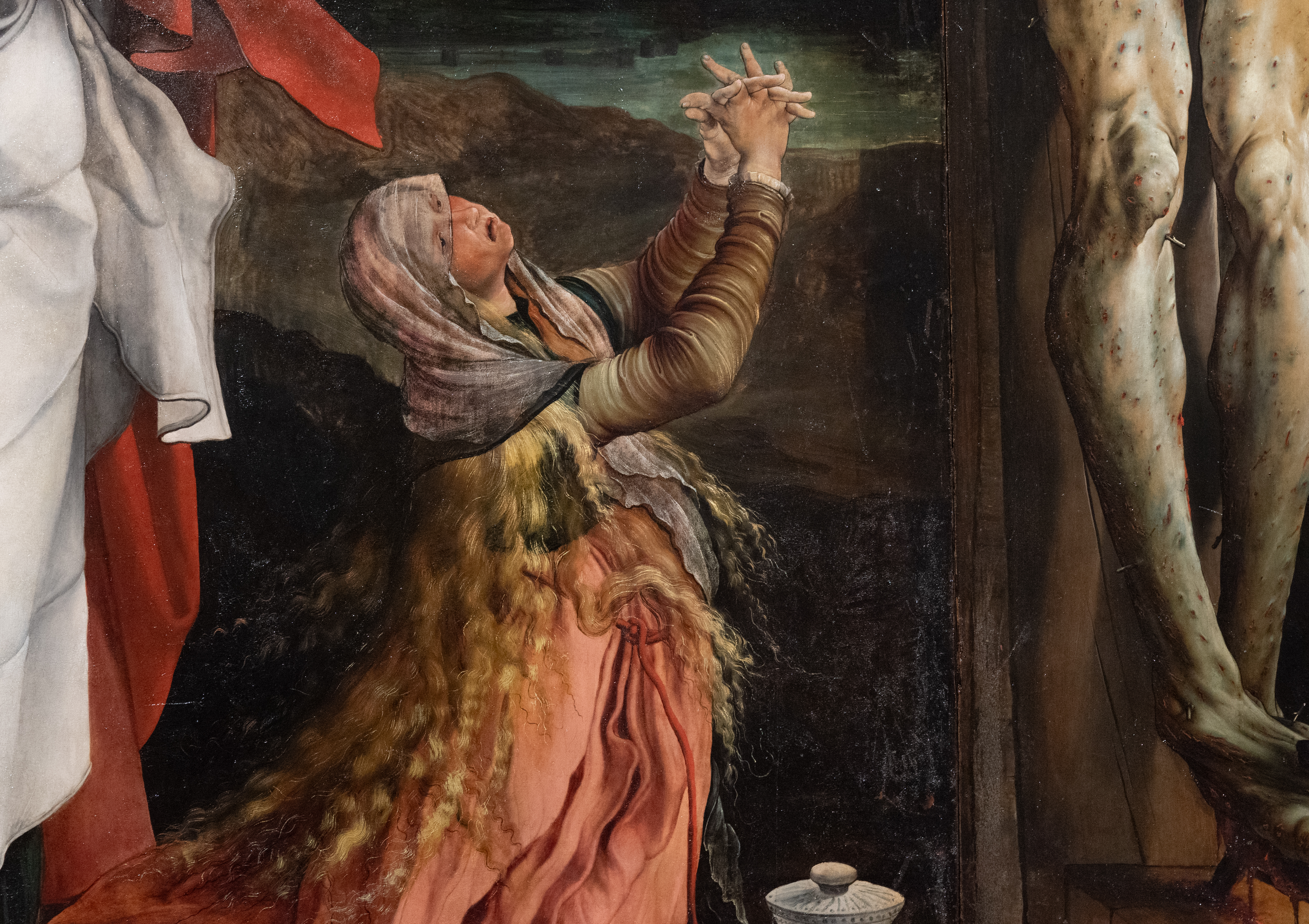
Мария Магдалина

К моменту Распятия Христа Иоанна Крестителя уже не было в живых, на картине Грюневальда он изображён символически как предшественник Христа. Рядом с Иоанном Крестителем на центральной панели представлен маленький белый Агнец, из его горла в золотую чашу Евхаристии стекает алая кровь. На чёрном фоне вблизи уст Иоанна, латинская надпись: „Illum oportet crescere, me autem minui“ (Его делу суждено теперь расти, моему же уменьшаться»; Ин 3:30, перевод Вульгаты, отличный от русского синодального текста). Историк искусства Эвальд Мария Феттер по этому случаю ссылалась на текст проповеди Августина, который назвал день рождения Христа самым тёмным днём года, после которого день начинает «расти». Днём рождения Иоанна Крестителя считается 24 июня, когда продолжительность светлого времени суток начинает сокращаться.
Сведённые болью ладони Христа обращены к небу. Огромные гвозди, которыми прибиты к кресту ноги, разрывают плоть, по стопам стекает кровь. Голова Иисуса, увенчанная несоразмерно большим терновым венцом, покрыта ранами и залита кровью. Губы его посинели. «Тело Иисуса покрыто гнойными нарывами зеленоватого цвета, похожими на колючки тернового венца, а скрюченные в судороге пальцы рук и ног вместе с крестом превращаются при лунном свете в некое подобие фантастического окоченевшего дерева. Ужасающая своими деталями картина должна была вызывать у зрителя не просто чувство глубокого сострадания, а нравственное потрясение».
Рядом с фигурой Марии Магдалины художник показал её традиционный атрибут — сосуд с притираниями, на нём можно различить число 1515 — предположительно год создания алтаря. Лицо Марии Магдалины обращено к Иисусу, движение её рук с переплетёнными пальцами выражает 
отчаяние. Созданная художником композиция «Божественной жертвы» как спасения церкви близка 
идеям Реформации. Это не иллюстративное изображение Голгофы, обычное для художников того времени, а символическое предстояние.
Расположение створок со святыми относительно центральной части алтаря имеет свою историю. В соответствии с описанием, данным в первой публикации о творчестве Грюневальда Генрихом Альфредом Шмидом в 1911 году, вплоть до 1960-х годов створка Святого Антония размещалась с левой стороны от «Распятия» по отношению к зрителю, а Себастьяна — с правой. Колонны на створках при таком расположении обрамляли центральную часть; а обе фигуры были развёрнуты к центральной сцене Распятия.

### Второй план

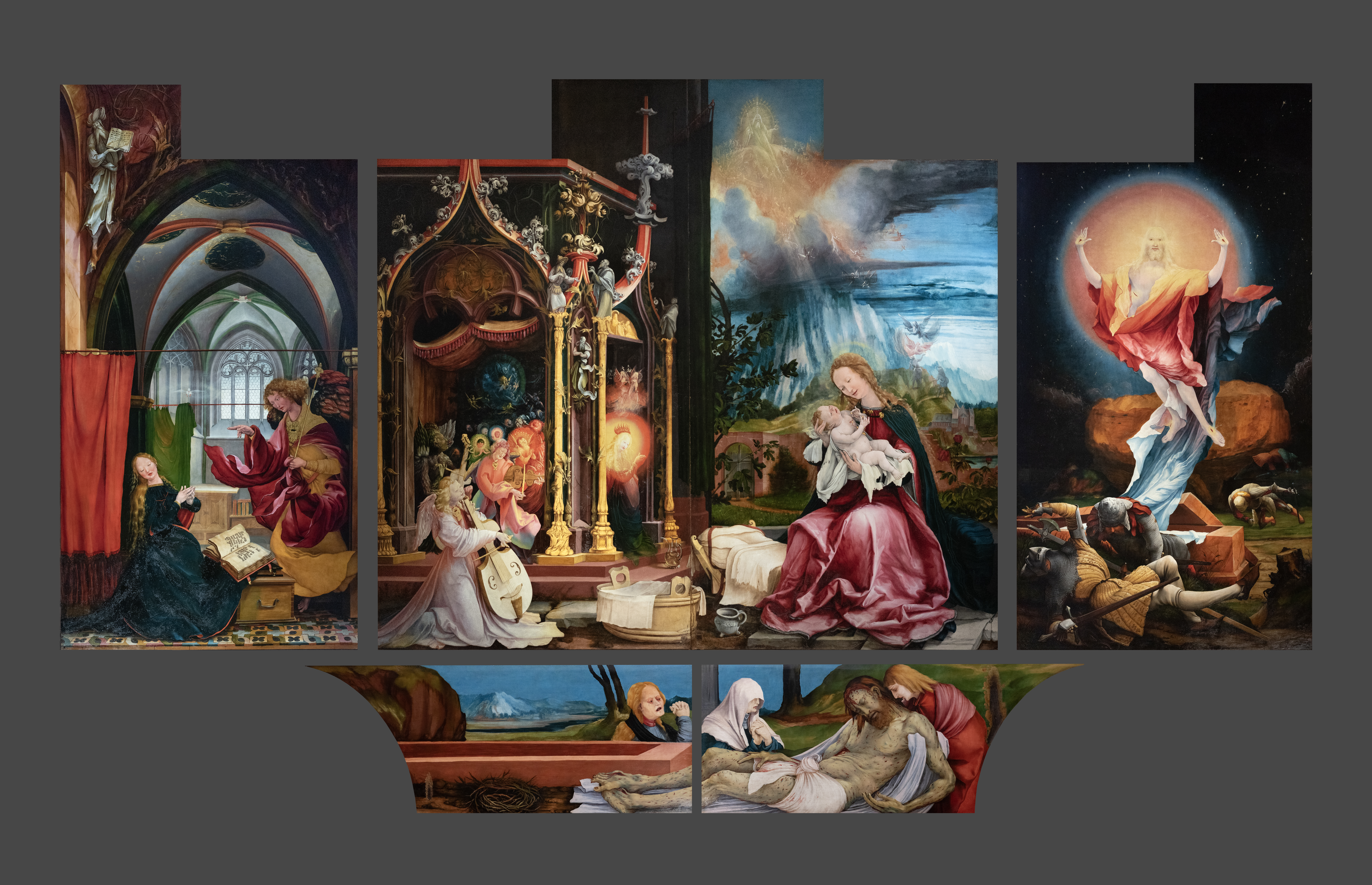
Второй план

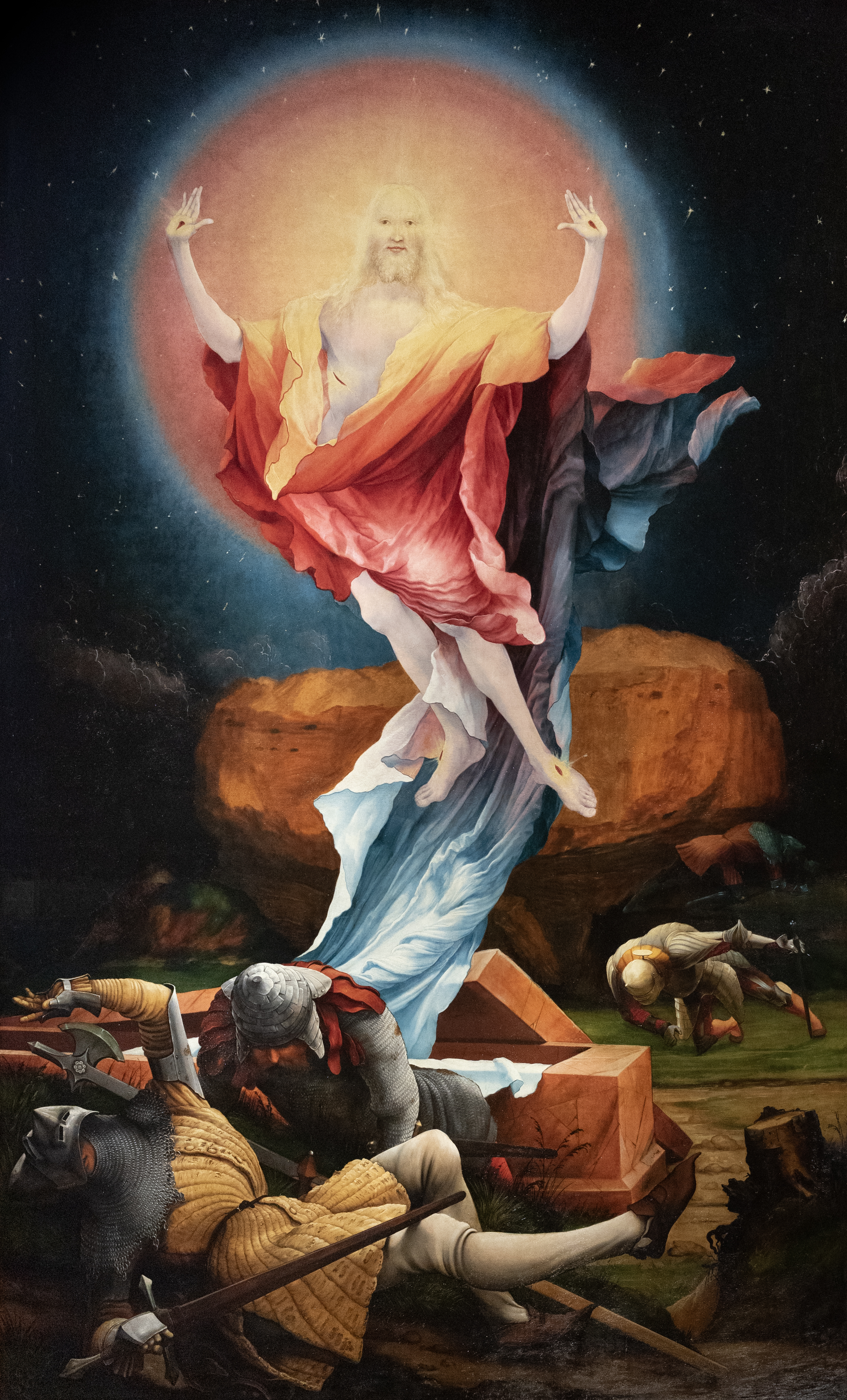
Воскресение

Пределла со сценой оплакивания Христа остаётся видна, если открыть первые створки алтаря с изображением Распятия. Второй картиной Изенгеймского алтаря монахи могли любоваться в праздник Рождества.
Всё внимание зрителя сосредоточено на центральной части алтаря, так называемом «Ангельском концерте», или сцене «Прославления Мадонны», и «Воплощении Христа». Разделение центральной части алтаря на две картины практически незаметно. Одна сцена плавно перетекает в другую сквозь соединяющий картины чёрный занавес. Рождественская картина обрамлена с двух сторон створками с иконографически необычными изображениями «Благовещения» и «Воскресения».

### Третий план

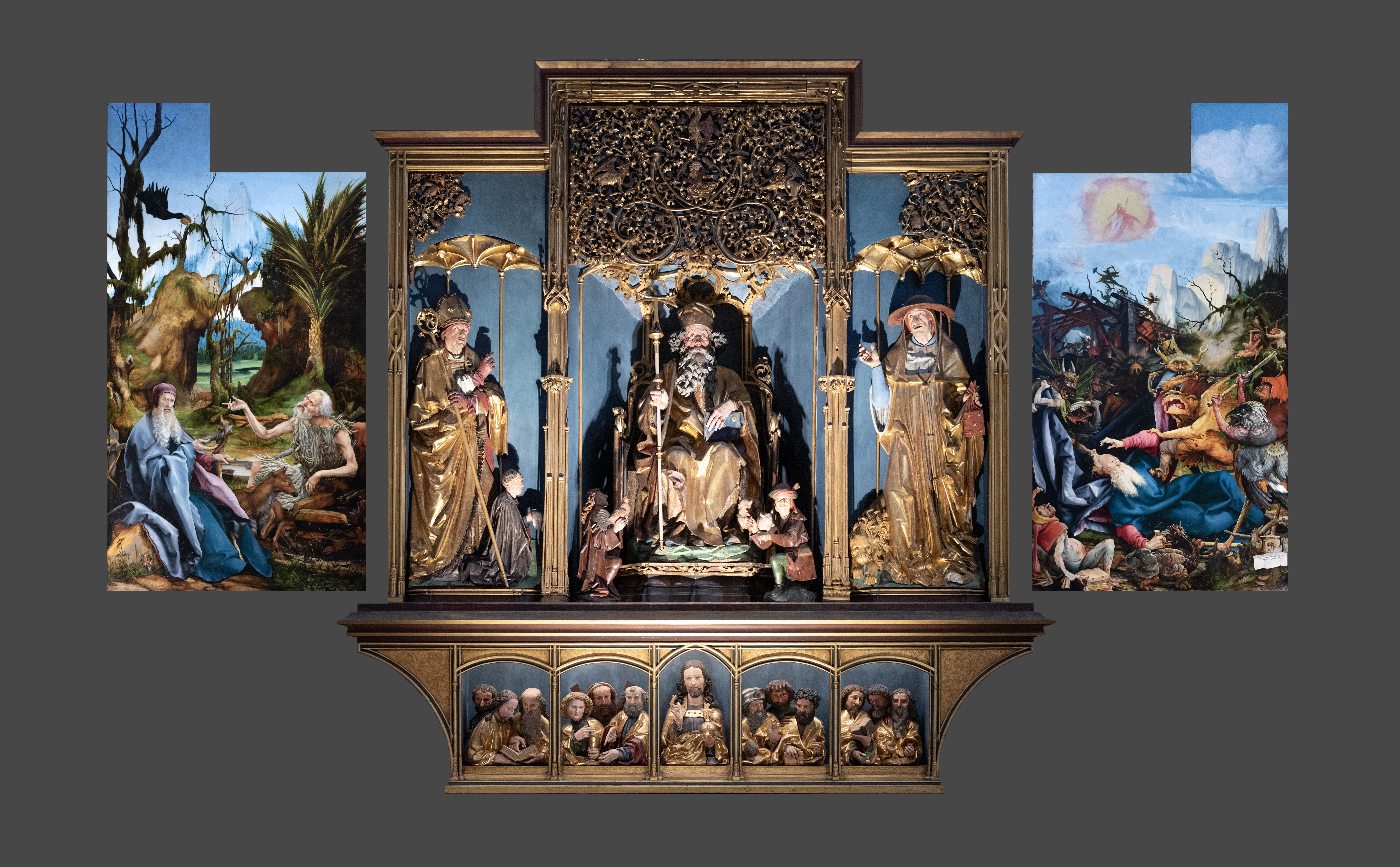
Третий план

За третьей парой створок скрывается главная картина алтаря — деревянный короб с многофигурной скульптурной композицией «Апофеоз Святого Антония Целителя», выполненной, как предполагается, резчиком по дереву Николасом Хагенауэром. Это фигуры святых Антония, Августина и Иеронима Стридонского. Слева расположен Августин, которому антонины обязаны своим уставом. У ног Августина — коленопреклонённая фигура заказчика алтаря Иоанна Орлиако. В центре на троне восседает Святой Антоний. Бородатый горожанин преподносит святому петуха, а крестьянин — свинью (в те времена в каждой деревне для антонианских монастырей специально откармливали свиней для оплаты лечения больных в монастырских больницах). Иеронима справа от Антония сопровождает верный ему лев, которого святой согласно популярной притче излечил, вынув занозу из его лапы.
На оборотных сторонах боковых створок второго плана (третий композиционный план) представлены сцены из жизни Святого Антония — «Искушение Святого Антония в пустыне» (справа) и сцена посещения Антонием Павла Отшельника (слева). Фигура слева в нижней части правой створки — больной «антониевым огнём». Третий план Изенгеймского алтаря раскрывался только 17 января, в день Святого Антония. В пределле третьего плана алтаря находятся скульптурные изображения Христа и апостолов.

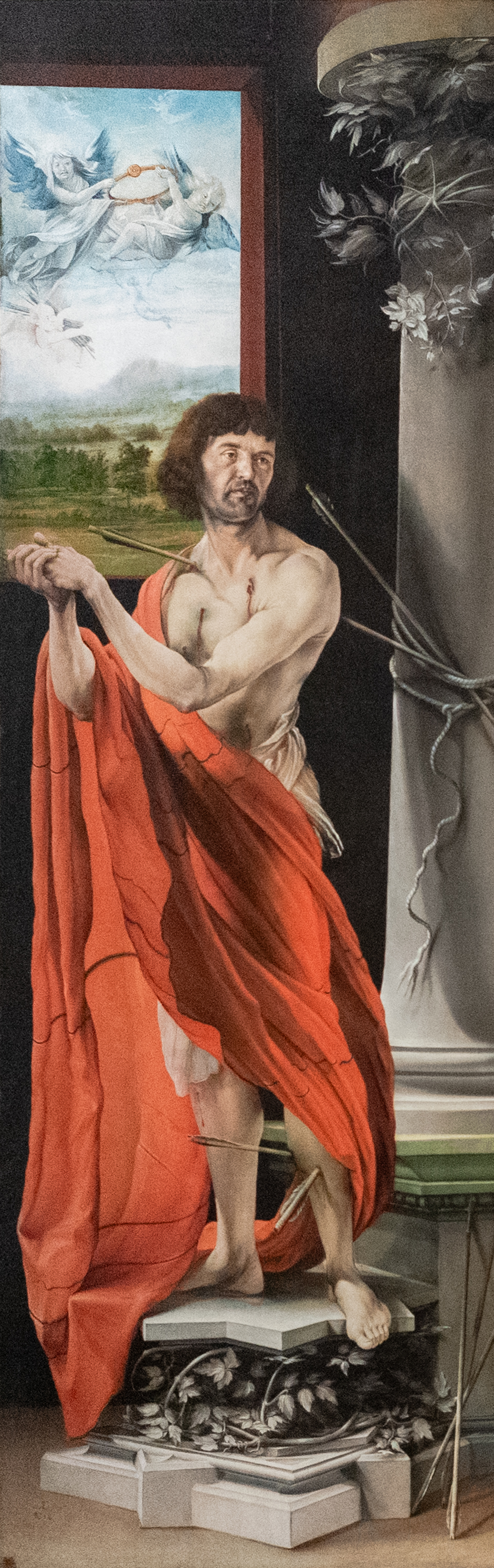
Створка первого плана с образом Святого Себастьяна

### Святые Антоний и Себастьян на боковых створках первого плана

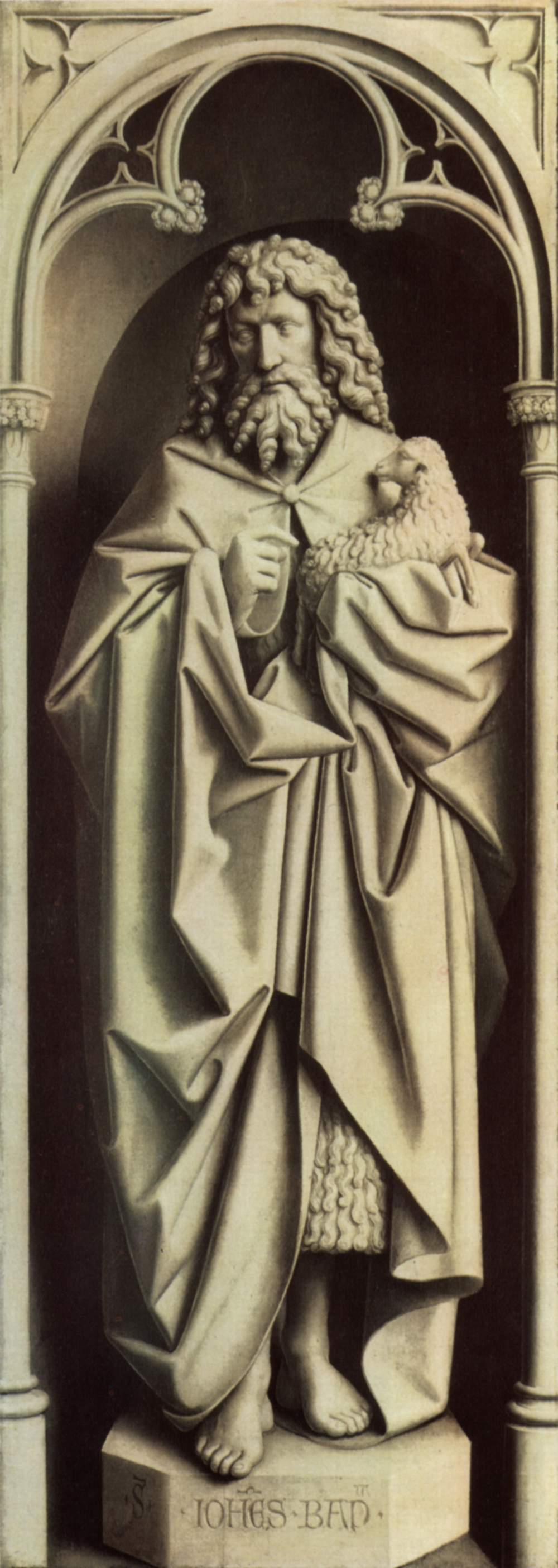
Иоанн Креститель на Гентском алтаре Яна Ван Эйка. 1432

Обе створки с изображениями святых углублены относительно центральной части, освобождая место для следующих раскрываемых пар створок алтаря. Святые у Грюневальда находятся на каменных пьедесталах, увитых растениями. Таким же образом святые изображались и ранее, например, на Гентском алтаре братьев Ван Эйк и на картинах Рогира ван дер Вейдена. Однако они изображали святых на постаментах в технике гризайли, а не в цвете.
Фигура святого покровителя ордена антонинов на створке Изенгеймского алтаря напрашивалась сама собой. На Антонии тёмно-красное одеяние, в руке его посох, увенчанный Т-образным «египетским крестом». Справа над святым из разбитого окошка выглядывает бесёнок. Это намёк на известные искушения, сопровождавшие святого в жизни и изображённые на третьей плане алтаря. Однако Антоний остаётся безучастным к происходящему. Углублённый в свои мысли седобородый старец смотрит вдаль.

Близок антонианам, занимавшимся уходом за больными, был и Святой Себастьян. Он считался исцелителем от чумы, ведь антониане принимали в свои больницы на излечение чумных больных. В соответствии с легендой тайно исповедовавший христианство начальник стражи римского императора Диоклетиана Себастьян традиционно изображался привязанным к дереву. Однако у Грюневальда пронзённый нумидийскими стрелами Себастьян стоит у колонны. Парные колонны на створках рядом с изображениями святых — это аллюзия на медные колонны Боаз и Ях-ин храма царя Соломона. Колонна за Антонием — это Боаз, Древо Познания и, следовательно, символ мудрости. Ренессансная капитель рядом с Себастьяном символизирует Яхин, Древо Жизни.

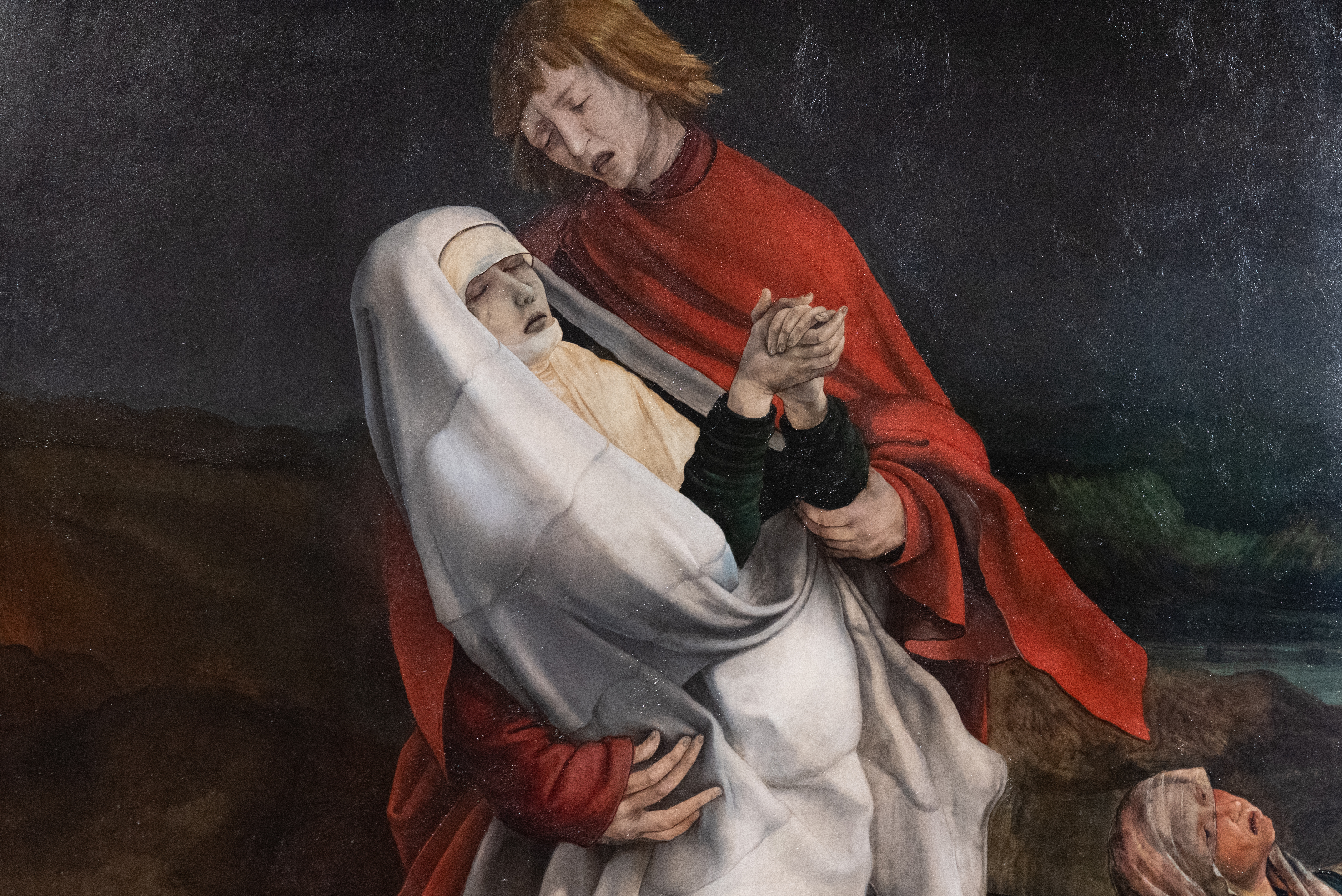
Дева Мария и апостол Иоанн

#### Обморок Марии

Рогир ван дер Вейден. Снятие с креста. до 1443. Музей Прадо. Мадрид

Потрясённая происходящим, Богоматерь на картине Грюневальда в соответствии с иконографическим каноном расположена по правую сторону от распятого Иисуса. Проведённые исследования картины показали, что Грюневальд несколько раз переписывал фигуру Девы Марии. Изначально стоящая Мария со сложенными в мольбе руками смотрела на своего умершего сына. Под закрытыми теперь веками Марии ранее были прорисованы глаза. Изменив позу Марии, Грюневальд использовал композиционный приём, известный по «Снятию с креста» Рогира ван дер Вейдена, где положение рук Марии повторяет положение рук Иисуса.

## Картины второго плана

### Благовещение
Сюжет левой створки второго плана алтаря, посвящённый Благовещению, основан на пророчествах Исайи в Ветхом Завете:

Итак Сам Господь даст вам знамение: се, Дева во чреве приимет и родит Сына, и нарекут имя Ему: Еммануил. Он будет питаться молоком и мёдом, доколе не будет разуметь отвергать худое и избирать доброе.
— Ис. 7:14-15
Именно на этой странице открыта книга, лежащая перед Марией, и на этом месте открыта книга в руках самого пророка изображённого в левом верхнем углу композиции. Исайя стоит на корне, символизирующем «Корень Иессеев»; его стебель уходит высоко вверх.

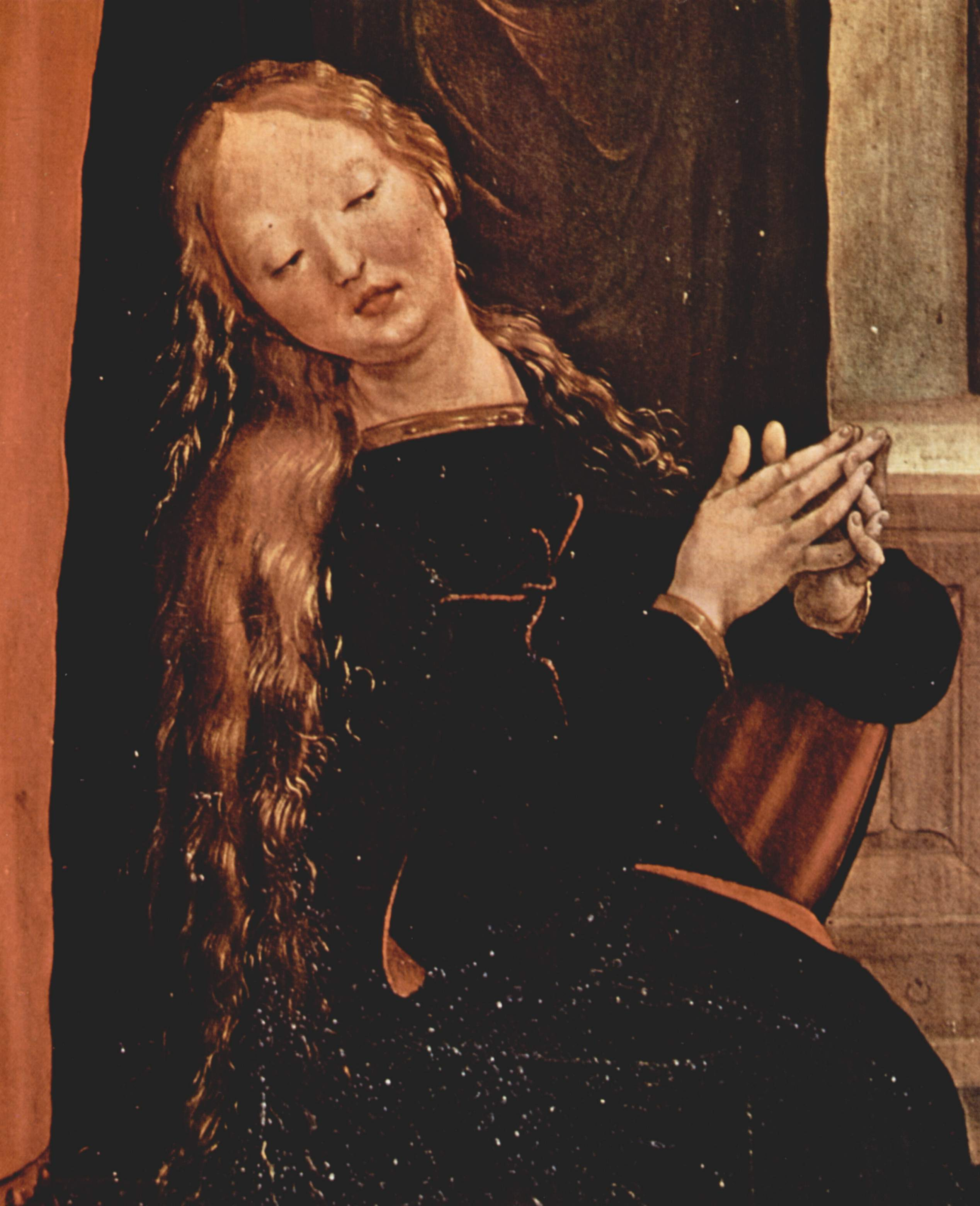
Благовещение. Деталь

В отличие от других художников, изображавших сцену Благовещения в жилых помещениях, например, в спальне Марии, как у Рогира ван дер Вейдена, Грюневальд в своём «Благовещении» помещает деву Марию в готическую капеллу. В апокрифах и «Золотой легенде» указывалось, что детство Марии прошло в храме, где она читала писания о приходе Мессии.
Сцена Благовещения с архангелом Гавриилом, возвещающим Марии Её особую судьбу, находит отражение в изобразительном искусстве начиная с III в. Благовещение часто изображалось на алтарях в XIV—XV веков. Рядом с Марией обычно находится символ девственности — белоснежная лилия.
Грюневальд отказался от традиционной символики, его «Благовещение» отличается экспрессией, типичной для немецкого искусства того времени. Появление архангела называют стремительным, он как бы парит в воздухе, его одежды развеваются под порывом ветра. Жест его руки скорее повелевает, чем приветствует, а Мария, кажется, в испуге отклоняется и отворачивается от него. Однако Её взгляд направлен на ангела. Здесь также сказывается влияние Августина, считавшего, что Мария услышала слово Божье через веру. Живописцы XV века изображали этот момент лучом света, идущим от голубя — символа Святого Духа — к уху Марии. Есть голубь и на картине Грюневальда: он приближается из глубины готической капеллы.

### Ангельский концерт

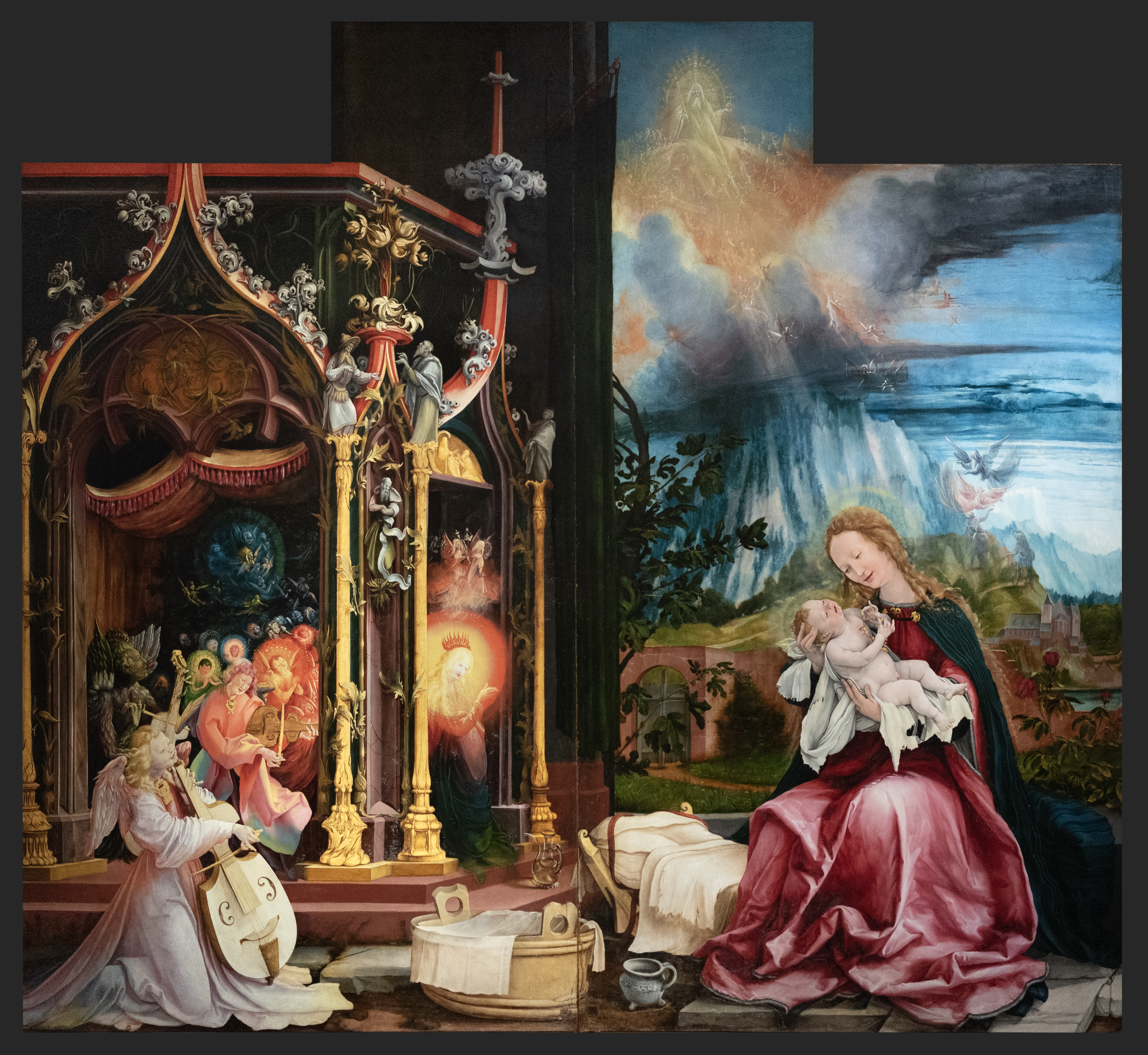
Рождественская картина Изенгеймского алтаря

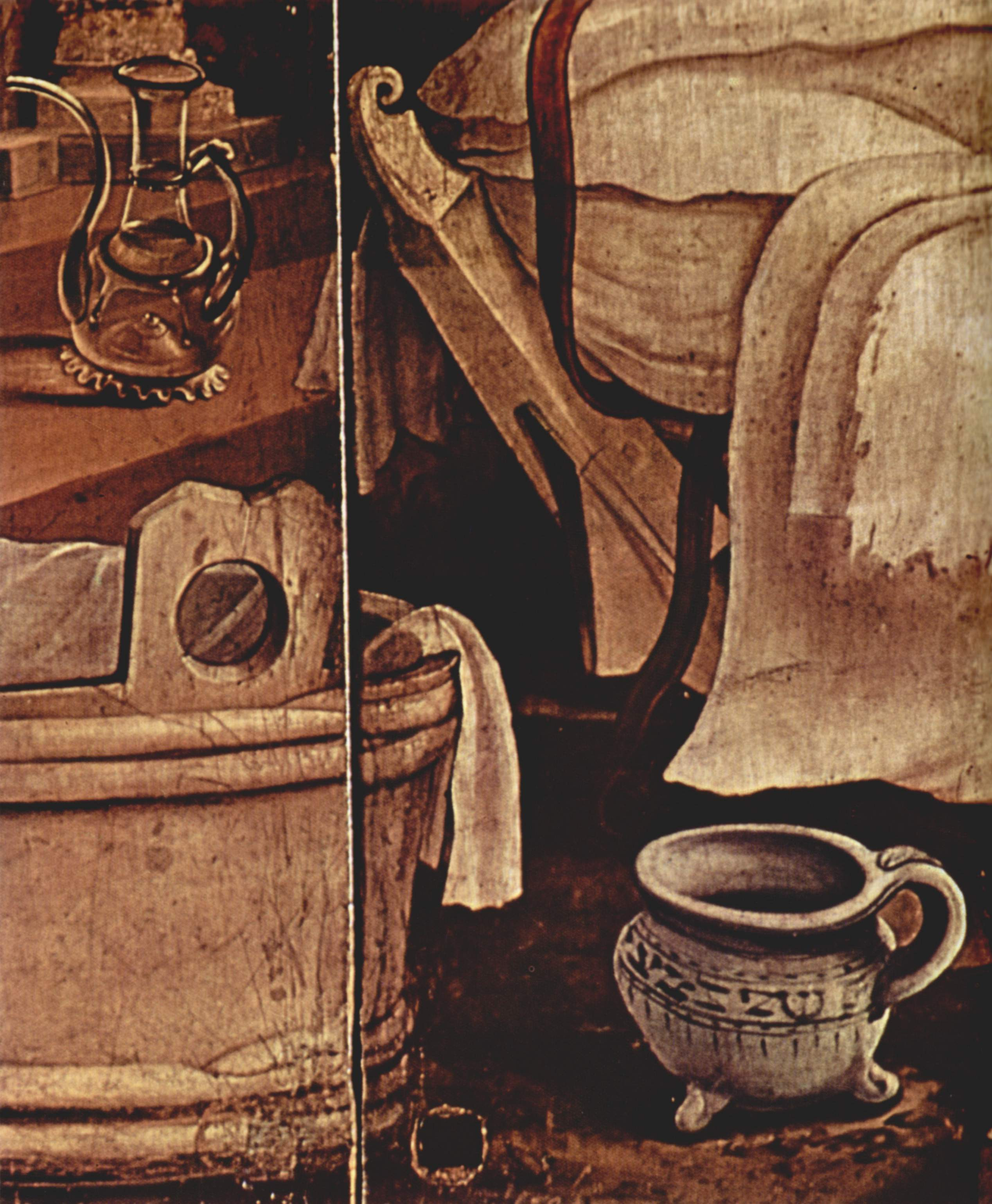
Предметы обихода у ног Мадонны

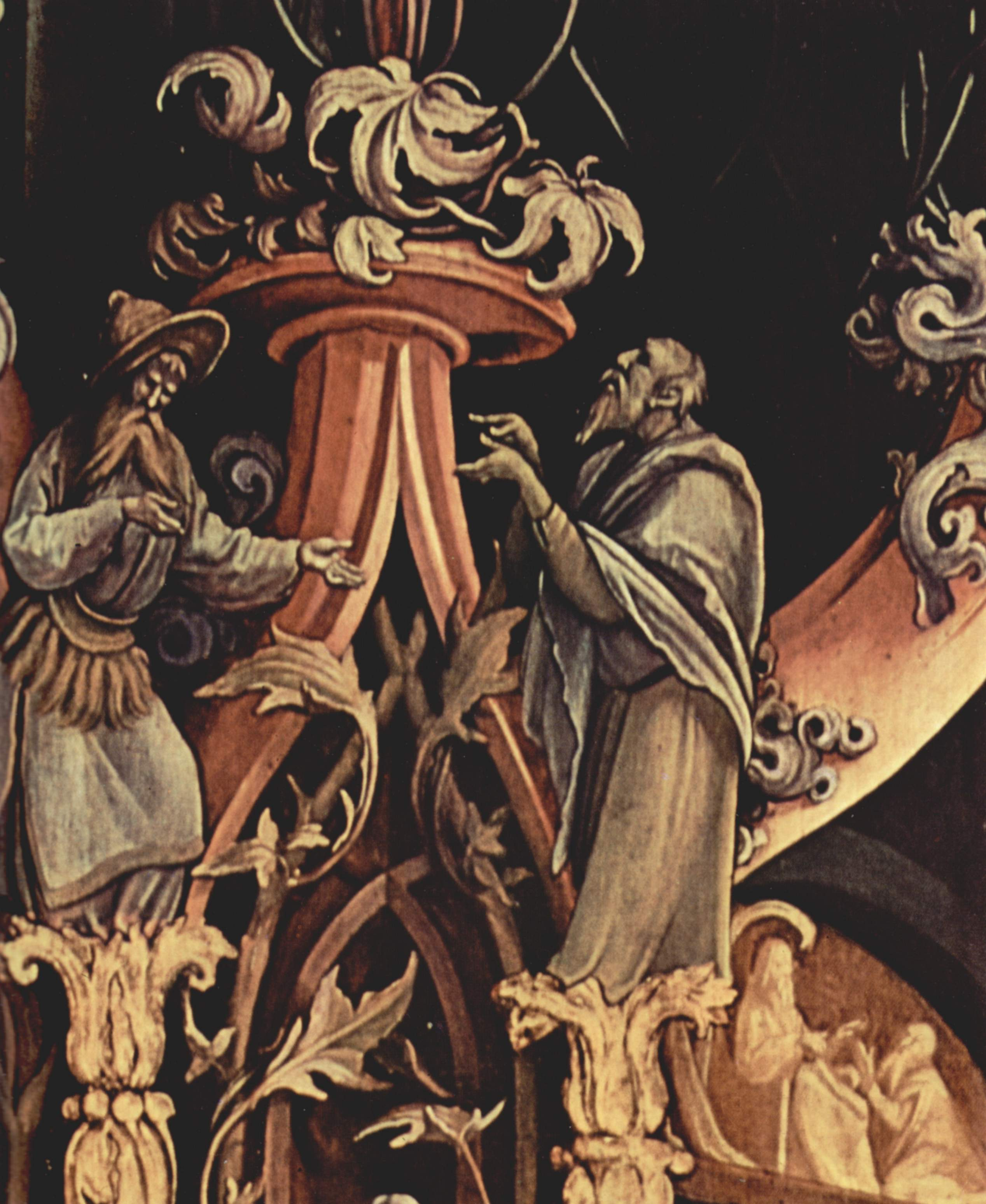
Деталь «Ангельского концерта»: Пророки Иезекииль и Иеремия

Композиция «Ангельский концерт» в центральной части второго плана также отличается своеобразием. На картине изображены ангелы, собравшиеся в храме с музыкальными инструментами на концерт, исполняемый в честь Девы Марии. На центральной картине Мария появляется дважды. Сначала взгляд зрителя останавливается на улыбающейся Мадонне на правой половине картины, она сидит с Младенцем на руках на фоне природы. В руках ребёнка розарий. Фигура Матери достаточно крупная, она не поместилась бы в храме, изображённом в левой части картины. Её неприкрытые волосы говорят о том, что это незамужняя женщина. У ног Мадонны находятся обычные предметы обихода: деревянная кадка, горшок и кровать. Смысл изображённых предметов — предмет споров среди искусствоведов. Если это ночной горшок, то он является символом Воплощения Иисуса. Если это сосуд для воды, то вместе с деревянной кадкой он является символом Крещения. Деревянная кадка с полотенцем и горшком трактуются также как напоминание о том, что алтарь был создан для монастыря, занимавшегося уходом за больными: орден антонинов заботился не только о душевном, но и о телесном исцелении людей.
Дева Мария справа изображена согласно иконографии «запертого сада»: Hortus conclusus (символ девственности Марии). Смоковница символизирует церковь. Красная роза без шипов — один из символов Девы Марии. На дальнем плане ангел возвещает двум пастухам о рождении Христа в Вифлееме. На картине отсутствует традиционно изображавшийся в таких случаях Иосиф.
В левой части композиции Мария изображена в храме с нимбом как Царица Небесная. Её фигура здесь гораздо меньших размеров, от Неё исходит сияние, голова увенчана короной. Ангелы смотрят на Марию, лишь ближний к зрителю ангел, кажется, наблюдает за соседней сценой в саду. Грюневальд придал своим ангелам как мужские, так и женские черты, что разрешалось живописными канонами того времени. Сияние ангелов напоминает об их бестелесности. Серафим изображён в оттенках красного, Херувим — синего. Красный и синий ангелы витают в небе над Марией и на правой половине картины. Один из ангелов с басовой виолой изображён в оттенках зелёного, что имеет символическое значение: красный цвет — символ восхода, синий — это полдень. Зелёный цвет служил для изображения Рая и вечной жизни.
Необычен не только выбор музыкальных инструментов для ангельского концерта, но и сам факт музицирования ангелов. Во времена Грюневальда музыка не играла особой роли в церковных обрядах. Органы в то время были небольшими и переносными, в торжественные и праздничные дни использовались духовые инструменты. Церковные хоры были небольшими и исключительно мужскими. Струнные инструменты в церкви вообще не применяли. В «концерте» изображены и библейские персонажи. У левого края картины Моисей держит Скрижали Завета. У правого края «Ангельского концерта» Грюневальд изобразил Иоанна Крестителя. На золотых колоннах стоят слева Иеремия и справа Иезекииль. Благодаря своим видениям в Средние века Иезекииль почитался одним из символов Марии.

## Впечатления и оценки
Исследователи подчёркивают «антиклассичность» и «огромную страстность» мастера Изенгеймского алтаря даже на фоне других работ Грюневальда и алтарной живописи в немецком искусстве того времени, выделяя его как «антагониста Рафаэля» и его очевидную связь с отдельными идеями лютеранства.
Произведение загадочного мастера из Ашаффенбурга поражает с первого взгляда почти невозможным сочетанием предельного натурализма и религиозного символизма.
Французский литератор-символист Ж. К. Гюисманс три столетия спустя писал об этом произведении: «Воистину никогда ещё натурализм не увлекался подобными сюжетами; никогда ещё живописец не изображал так божественную плоть, смешивая её с отбросами: никогда так грубо не макал свою кисть в толщу чувств и в глубину кровоточащих дыр».
М. А. Волошин, сопоставляя произведение русского писателя Леонида Андреева «Елеазар» с шедевром Грюневальда, отмечал: «С пронзительной чёткостью выписывал он синеватые, багровые, обветренные раны на ногах и на ладонях, синие следы бичевания, запёкшиеся язвы тернового венца, зеленоватые и коричневые слои разлагающегося мяса и окостеневшие пальцы. И в то же время он был настолько живописцем, что из этих картин гниения, от которых несёт трупным запахом, он создавал дивные колоритные симфонии. В своих картинах он переживал свою собственную Голгофу».
А. Н. Бенуа писал в 1912 году, что Грюневальд — сплошная загадка, и называл художника «страшной фигурой», «одиноким визионером».

## Фильмография
- «Алтарь прокажённых», фильм Алена Жобера[фр.] из цикла «Палитры» (Франция, 1999).